# Gerald Gruber
Gerald Gruber (* 1930; † 2017) war ein österreichischer Geograf und Bergsteiger.

## Leben
Gerald Gruber war bis zu seiner Emeritierung Professor für Wirtschafts- und Sozialgeografie an der Universität Frankfurt/Main. Als Bergsteiger nahm er ab 1963 an mehreren Expeditionen im Hindukusch und Karakorum teil, dabei gelangen auch wichtige Erstbegehungen.

## Alpinistische Leistungen (Auszug)
- Noshaq (7492 m, Hindukush, höchster Berg Afghanistans), Begehung einer neuen Route mit Rudolf Pischinger, 1963 (die dritte Besteigung des Hauptgipfels).
- Noshaq East (7480 m), Erstbesteigung mit Rudolf Pischinger, 1963
- Noshaq Central (7400 m), Erstbesteigung mit Rudolf Pischinger, 1963
- Noshaq West (7250 m), mit Rudolf Pischinger, M. Hofpointer, S. Jungmaier, H. Pilz, M. Schober, G. Werner 1963
- Shachaur (7116 m, Hindukush, Afghanistan), Erstbesteigung mit Rudolf Pischinger 1964
- Udren Zom (7131 m, Hindukush, Pakistan), Erstbesteigung mit Rudolf Pischinger 1964